# 泰森·羅斯
泰森·威廉·羅斯（英語：Tyson William Ross，1987年4月22日—），為前美國職棒大聯盟的投手，生涯曾效力於運動家、教士、遊騎兵、紅雀與老虎等隊。羅斯在2008年美國職棒大聯盟選秀第二輪被運動家選中，於2010年登上大聯盟。2014年入選唯一一次明星賽。

## 職業生涯

### 奧克蘭運動家
2010年4月7日，羅斯登上大聯盟。他主投2.1局無失分，面對小肯·葛瑞菲還送出大聯盟生涯首次三振。4月11日，他拿下生涯首次救援成功。4月15日，他雖然救援失敗，但最後拿下大聯盟首勝。之後他在7月被下放到3A，整季他在大聯盟的防禦率為5.49。
2011年，羅斯受邀參加大聯盟春訓。4月，因為達拉斯·布萊登受傷，所以羅斯成功回到大聯盟。他先發了6場比賽後，因為斜肌受傷進入傷兵名單。當時他的防禦率僅2.75，但回到3A後的防禦率卻高達7.61，也導致他剩餘球季都沒有回到大聯盟。
2012年，運動家採用4人先發制度，這也導致羅斯暫時回不了大聯盟。這年他幾乎都在3A和大聯盟之間徘徊，最終只拿下2勝9敗，防禦率6.50。

### 聖地牙哥教士
2012年11月16日，運動家將羅斯和A. J. Kirby-Jones交易到教士，換來Andy Parrino和Andrew Werner。
2013年，羅斯成功擊出大聯盟首安。不過他僅僅先發3場比賽，就因為揮棒導致左肩受傷。後來他一直到7月23日才回歸大聯盟，整季拿下3勝8敗，防禦率3.17。
2014年，羅斯拿下13勝14敗，防禦率2.81。2015年，羅斯持續進步，整季先發33場為聯盟第一。投出生涯新高的212次三振，拿下10勝12敗，防禦率3.26。他也連續兩年拿下教士隊內的年度最佳球員獎。
2016年，他與球隊簽下1年962萬5000美元的合約。他成為了球隊的開幕戰先發，但卻在那場比賽中傷到肩膀，導致剩餘球季報銷。球季結束後，他成為自由球員。

### 德州遊騎兵
2017年1月19日，羅斯與遊騎兵簽下1年600萬美元的合約。他在6月中完成球季初登板，7月底進入傷兵名單。整季他拿下3勝3敗，防禦率7.71。他在9月12日遭到球隊釋出。

### 重返教士隊
2017年12月29日，羅斯與教士簽下小聯盟約。後來他成為球隊的5號先發，4月20日，他面對響尾蛇投出7.2局的一安打比賽。整季他拿下6勝9敗，防禦率4.45。

### 聖路易紅雀

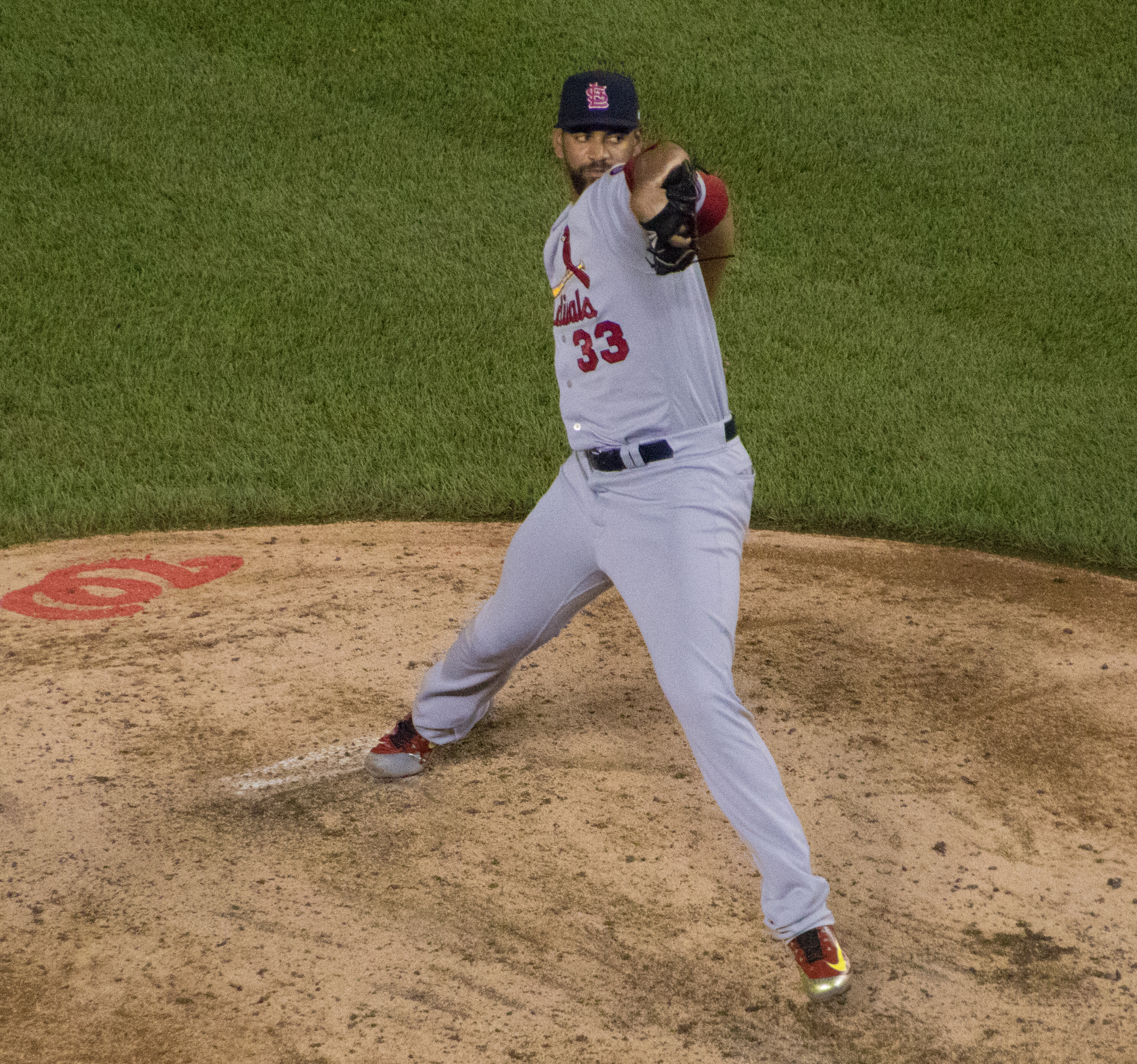
2018年的羅斯

2018年8月5日，紅雀從讓渡名單中選走羅斯。他在紅雀出賽9場比賽，拿下2勝，防禦率2.73。

### 底特律老虎
2018年12月10日，羅斯與老虎簽下1年575萬美元的合約。他在首場先發就拿下勝投，但他不久就受傷。整季他拿下1勝5敗，防禦率6.11。

### 舊金山巨人
2020年1月13日，羅斯與巨人簽下小聯盟約，並受邀參加大聯盟春訓。6月26日，他遭到球隊釋出。7月2日，羅斯和他弟弟都宣布將不參加2020賽季。

### 重返遊騎兵
2021年2月19日，羅斯與遊騎兵簽下小聯盟約。5月4日，羅斯一場比賽都沒打就遭到球隊釋出。

## 退休之後
2023年2月18日，羅斯成為道奇隊的球員發展部門特助。

## 生涯投球成績
| 勝投 | 敗投 | 防禦率 | 出賽場次 | 先發 | 完投 | 完封 | 投球局數 | 安打 | 失分 | 自責分 | 全壘打 | 保送 | 三振 | 暴投 | 觸身球 |
| ---- | ---- | ------ | -------- | ---- | ---- | ---- | -------- | ---- | ---- | ------ | ------ | ---- | ---- | ---- | ------ |
| 44   | 70   | 4.04   | 203      | 142  | 3    | 1    | 904.2    | 840  | 451  | 406    | 73     | 388  | 816  | 52   | 45     |

## 個人生活
羅斯的弟弟喬也是一名大聯盟投手，2015年至2021年間曾效力於國民隊。羅斯的父親是一名兒科醫生，母親是一名護士。他的姐姐是一名足球選手。

## 外部連結
- 球員資訊和成績在MLB，ESPN，Baseball-Reference，Fangraphs（英文）